# Tom Clancy’s Rainbow Six: Vegas 2
Tom Clancy’s Rainbow Six: Vegas 2 — компьютерная игра в жанре тактического шутера от первого и третьего лица с элементами ролевой игры. Разработана студией Ubisoft Montreal, и издана Ubisoft Entertainment 18 марта 2008 года Европе и США в версиях для игровых приставок Xbox 360 и PlayStation 3. Выход версии для PC состоялся 15 апреля 2008 года.
Игра является сиквелом к игре Tom Clancy's Rainbow Six: Vegas, а также девятой игрой в серии Rainbow Six (не считая пакетов расширений). Не имеет отражения в романах Тома Клэнси. Игра позиционируется разработчиками как «наполовину приквел, наполовину сиквел», так как действия игры разворачиваются до событий первой части «Tom Clancy's Rainbow Six: Vegas», параллельно им и после них. Протагонистами являются полностью новые персонажи серии. Сюжет игры дополняет и продолжает сюжет предыдущей части, является классическим боевиком. — Международное антитеррористическое подразделение «Радуга» противостоит террористам с химическим оружием, во время которого случается предательство напарников и месть.

## Краткое описание
Как и первая часть игры, она является одновременно шутером от первого и от третьего лица. В стандартном режиме игра ведётся от первого лица, однако присутствует механика стрельбы из-за укрытий, при которой обзор изменяется на вид от третьего лица. Игра содержит множество элементов тактического шутера (командные действия, возможность отдавать приказы, формальная возможность выбирать стиль прохождения, частично нелинейный дизайн уровней) и элементов ролевой игры (возможность модифицировать внешность и характеристики персонажа: выбирать пол, физиологические характеристики, одежду, защитное оснащение и т. д.). На протяжении игры персонаж вместе с двумя-тремя бойцами (третий боец берёт на себя роль в кооперативной игре) спецназа уничтожает множество врагов с использованием преимущественно огнестрельного оружия. Однако есть уровень, где персонажу нужно действовать одному (или вдвоём для кооперативной игры).

## Сюжет
События игры начинаются незадолго до событий Tom Clancy’s Rainbow Six 3: Raven Shield в 2005 году. Бишоп прилетает на вертолёте с новичком-напарником Найтом и возглавляет отряд «Браво», беря в команду Логана Келлера и Габриэля Новака. Бишоп приводит свою команду на неудачную операцию по освобождению заложников на Пике Пиренеев во Франции, в которой подразделение «Радуга» теряет переговорщика из-за одного из своих членов команды, Габриэля Новака, который вопреки приказам открыл огонь по террористам, прежде чем прибыли дополнительные оперативники «Радуги». Освободив троих заложников, команда Бишопа прикрывает Новака, пока тот обезвреживает бомбу. Во время краткой перестрелки Новак получил травму и обматерил Бишопа, выплескивая на него гнев и застыдил перед командой. Команда «Альфа» во главе с Доминго «Дин» Чавесом прибывает и подавляет ситуацию. Новака спасли.
Затем сюжетный поворот игры перемещается в 2010 год, где Бишоп командует новым отрядом (Найтом, Юном Парком и Майклом Уолтером) на миссии в Лас-Вегасе, штате Невада. УНБ подозревает двух контрабандистов Мигеля и Альвареса Кабрероса в перевозке химического оружия из Мексики в Лас-Вегас. Кабрерозы уже подняли тревогу, когда они обнаружили и убили тайного агента из УНБ Скотта Невилля, заставляя команду Бишопа спешить на склад, хранящий бактериологическое оружие. Команда задерживается в ситуации с заложниками, на что Бишоп заявляет, что теперь они являются приоритетными целями. Из оставшихся в живых заложников команда спасает шесть человек (трёх мужчин и трёх женщин). В ходе последующей спасательной операции УНБ сообщает о фургоне, в котором, возможно, содержатся взрывчатые вещества, успевшие скрыться с места происшествия. После операции спасения Бишоп узнаёт, что в дополнение к химической бомбе есть обычное взрывное устройство. Команда находит ушедший фургон химического оружия, но в нём уже ничего нет. Они отчаянно искали место, но достигли цели развлекательного центра и спортивного комплекса Лас-Вегаса слишком поздно. Химическое оружие взорвалось и убило сотни людей.
Сразу после этого команда Бишопа узнаёт, что младший брат Мигель Кабреро сбежал в область. Команда Бишопа начинает преследование, укрывается и настигает его с допросом в Неоновом Могильнике. Поначалу Мигель отрицает любое знание о бомбе, но после угрозы команды он признаётся и выдаёт местонахождение второй бомбы. Затем Мигель поднимает оружие на команду, и Бишоп вынужден ликвидировать его. В значительной степени это подразумевается в сцене, так как Мигель является антагонистом и выхватив оружие, он позволяет Бишопу стрелять в него без каких-либо последствий от агентства безопасности.
Как только Мигель сообщил Бишопу, что вторая бомба находится на пути к (вымышленному) конференц-центру Вегаса, команда передислоцируется в центр быстро, ведя борьбу на огромном здании, чтобы найти начальника охраны, захваченного Альварезом Кабреро. На офицера надели взрывчатку, чтобы убить его, если он станет отрицать доказательства УНБ для того, чтобы они могли просочиться. При разрядке этого устройства Бишоп узнаёт, что вторая бомба находится на монорельсе направляется в сторону площади отеля. Команда Бишопа пробивает свой путь к бомбе и отключает таймер, но они не в состоянии запретить удалённую схему детонации бомбы своевременно. Думая быстро, Бишоп предлагает детонировать бомбу в безлюдной зоне после отправки его на безопасном расстоянии путём активации поезда. На данный момент, Бишоп связался с агентом УНБ, который рассказывает ему, что террористы укрепились в пентхаусе Лас-Вегаса и готовятся к ещё одному нападению.
Как только команда Бишопа приближается к пентхаусу, снайпер ранит Шэрон Джудд, несмотря на заверения агента УНБ зоны безопасной посадки; команда быстро спускается на тросах в пентхаус и переходит к зачистке здания. Пилот сообщает о стабильности состояния Шэрон. Отряд «Эхо» развернулся взять другую сторону здания, но тот был полностью уничтожен в результате сильного взрыва, команда «Браво» врывается с Бишопом вперёд, пресекает атаку и остаётся в засаде. После спуска с пентхауса в казино ниже и пробиваясь через поток террористов, Бишоп узнаёт, что есть третья бомба, заложенная в китайском театре. Отряд атакует театр, спасает женщину-офицера отряда S.W.A.T. из засады, успешно обезвреживает бомбу, спасает двух гражданских вместе с мужчиной-офицером S.W.A.T. Команда выходит и пробивает свой путь на крышу, зачищая её. Майкл и Юн получают приказы помочь Логану по очистке Лас-Вегаса и отделяются от Бишопа и Найта.
На крыше агент УНБ, носящий подшлемник, присоединяется к Бишопу и Найту в вертолёте, говоря, что Альварез Кабреро был замечен на взлётно-посадочной полосе в пустыне. Бишоп и агент УНБ входят в зону на отдельных местах, и Бишоп проделывает путь через нефтеперерабатывающий завод к заброшенной железнодорожной платформе, чтобы занять позицию ближе к взлётно-посадочной полосе. Когда Бишоп с Найтом прибывают, они обнаруживает агента УНБ, разговаривающим с Кабреро. Агент оказался Габриэлем Новаком, он стреляет и убивает Альвареза. Новак видит и оскорбляет Бишопа, сваливая на него участие во всех последних бедах команды, террористы появляются перед ним и нападают. Бишоп с Найтом пытаются защищаться, но теряют сознание от взрыва самолёта, рядом с которым пытались скрыться от террористов. Бишоп с Найтом приходят в сознание, будучи дотащенными Гарри Кеньоном, пилотом вертолёта, в безопасное место, и доложили о случившемся. Последний приказ Бишопу был оставаться на месте.
Бишоп, Логан Келлер и команда «Браво» вопреки приказам оставаться на месте следуют за Габриэлем к вилле в Коста-Рике. Когда команды штурмуют комплекс, Новак насмехается над Бишопом и раскрывает свои планы, что он собирался продать информацию об оперативниках «Радуги» и их семьях террористам и преступникам. Бишоп закрывается и пытается выйти и встать лицом к лицу с предателем в одиночку. Однако этому мешает атака вертолётов и прибывшие войска поддержки. Бишоп сумел обмануть вертолёт в сеансе связи для вызова помощи и Джоанна Торрес, офицер разведки Келлера, сумела захватить вёртолет, основанный на его радиосигнале. В конечном итоге он был подстрелен из батареи ЗРК. Габриэль и Бишоп, наконец, встретились лицом к лицу. Габриэль злорадствует, утверждая, что он перехитрил всех бойцов «Радуги» и утверждает, что Бишоп должен был позволить ему исправить свои ошибки, в том числе и то, что произошло во Франции, в то время как Бишоп пытается его успокоить. Новак в конечном итоге выхватывает оружие и Бишоп вынужден защищаться. Стреляя в Гейба, с другой стороны прибывают остальные члены команды Бишопа. Его отчитывает Динг Чавес за неподчинение приказам, но предлагает должность заместителя директора «Радуги» на базе в Херефорде в Англии.

## Отзывы
| Сводный рейтинг | Сводный рейтинг | Сводный рейтинг | Сводный рейтинг |
| Издание         | Оценка          | Оценка          | Оценка          |
| Издание         | PC              | PS3             | Xbox 360        |
| --------------- | --------------- | --------------- | --------------- |
| GameRankings    | 78,39 %         | 83,50 %         | 82,77 %         |